# Chicken tikka masala
Il chicken tikka masala ([ˈʧhɪkɪn ˈtiːkka maˈzaːla] (UR)  مرغ تکہ مصالحہ, (HI)  चिकन टिक्का मसाला) è un piatto tipico della cucina anglo-indiana, si tratta di una variante del pollo al curry inglese inventata a Glasgow, città della Scozia nel quale pezzi cotti in padella di carne di pollo, simili al pollo tikka, vengono serviti assieme a una delicata e cremosa salsa speziata di colore arancione a base di pomodoro, panna e curry.
Varie indagini hanno rivelato che il chicken tikka masala è uno dei più popolari piatti serviti nei ristoranti britannici, dove viene chiamato "Britain's true national dish", ovvero il "vero piatto nazionale britannico".

## Storia
Una possibile spiegazione delle origini europee del piatto è che sia stato creato in un ristorante bengalese nel Regno Unito. Altre spiegazioni indicano invece come luogo di nascita del piatto la città scozzese di Glasgow, dove un cuoco di origini indiane avrebbe creato il piatto per caso, improvvisando una salsa mescolando yogurt, panna e spezie.

Il deputato inglese di origini pakistane Mohammad Sarwar ha reso nota la sua intenzione di rendere il chicken tikka masala un prodotto IGP (Indicazione geografica protetta), ufficializzando proprio Glasgow come luogo di origine del piatto.
La rivendicazione sul creatore del piatto è stata fatta da molti cuochi indo-britannici, molti dei quali sostenitori delle origini indiane del piatto.

## Preparazione

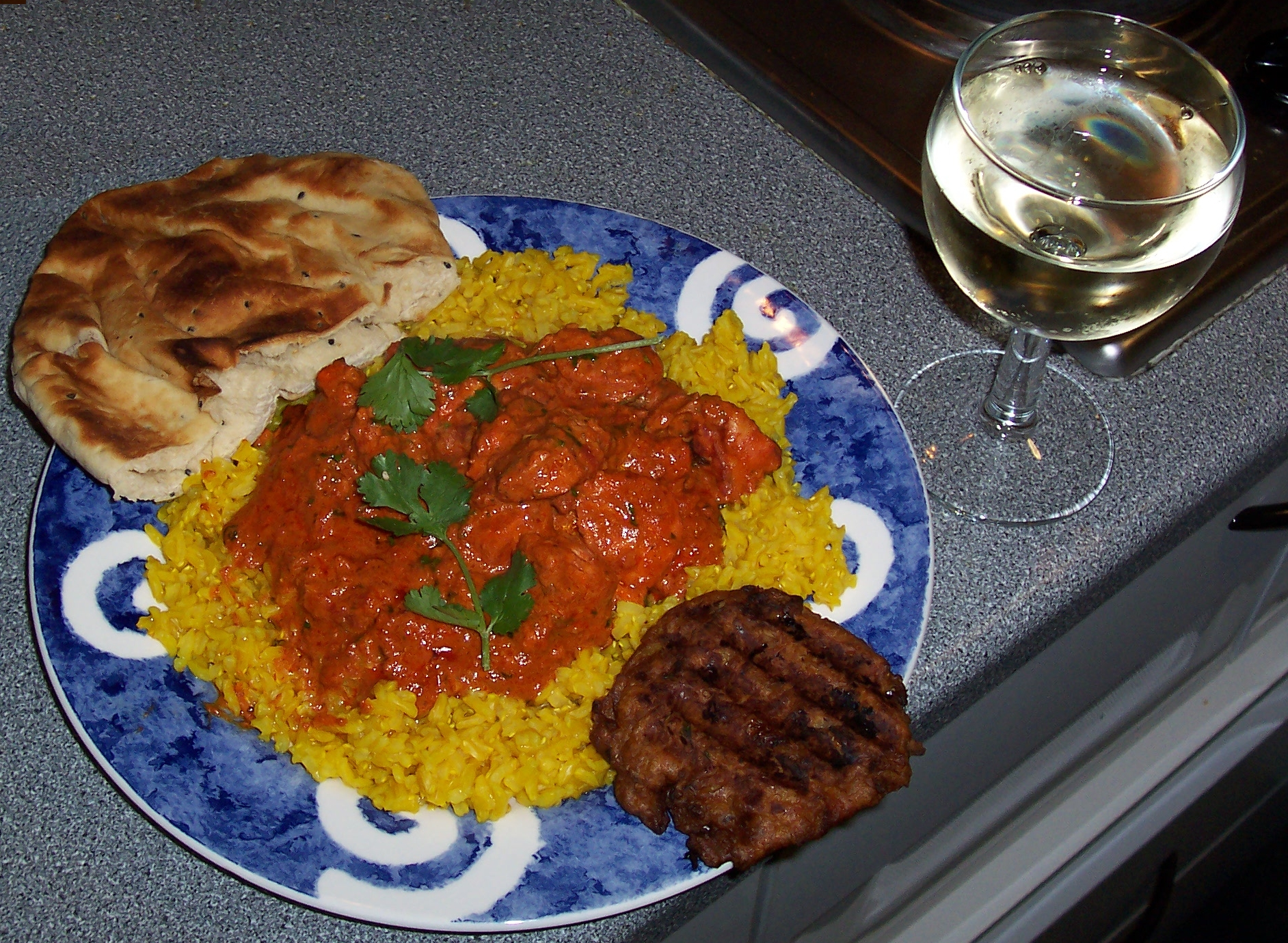
Chicken tikka masala servito sopra del riso basmati colorato con la curcuma, del pane naan, pakora di cipolle e guarnito con foglie di coriandolo

Il chicken tikka masala è molto simile al pollo tikka, ma a differenza di quest'ultimo i pezzi di pollo vengono serviti assieme a una salsa a base di masala (testualmente mistura di spezie), ovvero il curry indiano. Non esiste una ricetta unica per questo piatto poiché, come varie ricerche hanno confermato trovando oltre 48 diversi modi di prepararlo, l'unico ingrediente fisso è la carne di pollo. La salsa di masala viene solitamente preparata con pomodori, ridotti a poltiglia o passati, panna, o in alternativa crema di cocco, e varie spezie. Vengono poi aggiunti coloranti alimentari o salsa di pomodoro o varie spezie coloranti, come curcuma o paprica in polvere, per ottenere la tipica colorazione arancione. Tuttavia alcune varianti del piatto sostituiscono, alla carne di pollo, agnello, pesce o formaggio paneer.

## Popolarità

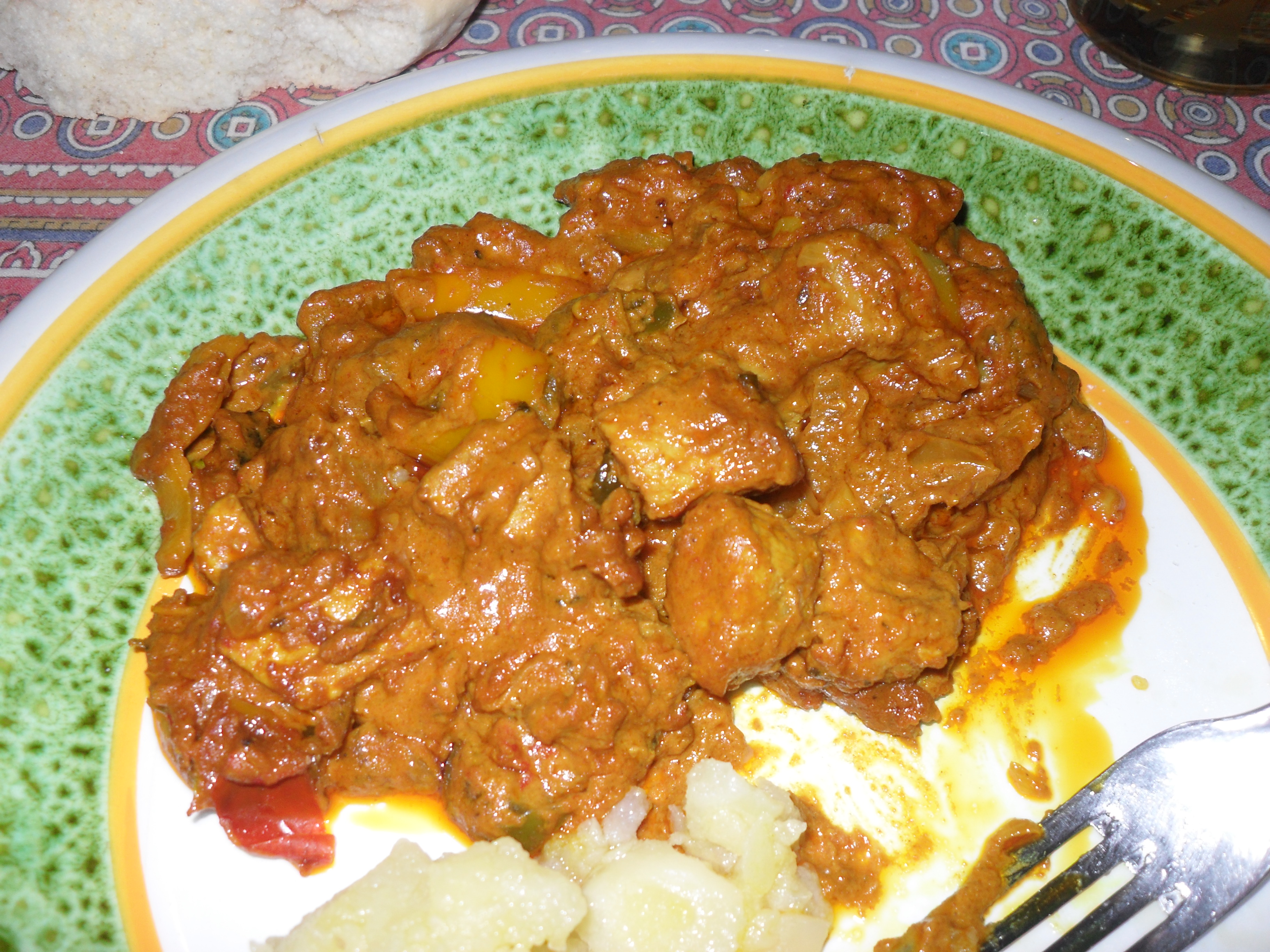
Chicken tikka masala cucinato in Italia e servito con pane e patate lesse

Il chicken tikka masala viene servito nei ristoranti di tutto il mondo, in particolare nel Regno Unito dove, come detto, varie ricerche lo hanno identificato come uno dei più popolari piatti britannici.
Uno su sette piatti a base di curry venduti nei ristoranti indiani nel Regno Unito è il chicken tikka masala. La sempre crescente popolarità del piatto ha portato l'ex ministro degli esteri Robin Cook a dichiarare il chicken tikka masala il "Britain's true national dish", ovvero il "vero piatto tradizionale britannico", tanto che è stata la ricetta scozzese a essere esportata in India e Bangladesh, e non il contrario. Nei primi mesi del 1999 la nota catena di fast food Burger King introdusse nel proprio menù il Masala Burger, un panino ispirato al chicken tikka masala.